# Apsu

Apsu escrito en cuneiforme.

Apsu (en acadio: apsû), Abzu (en sumerio: Abzu) o también Engur (en sumerio: engur; en acadio: engurru) literalmente, ap o ab='océano' zu='conocer' o 'profundo' "conocer" o "profunda" era el genio masculino, el espíritu y fue el nombre dado en el poema Enuma Elish al principio primordial masculino (deidad primordial) del "agua dulce" cósmica presente en los acuíferos subterráneos en la interpretación cosmogónica de las mitologías sumeria y acadia y sobre la que flota la tierra. Los lagos, manantiales, ríos, pozos u otras fuentes de agua dulce obtendrían su agua del abzu/apsu.
También existía Tiamat, el principio primordial femenino del "agua salada", que representaría el mar cósmico y las potencialidades del caos. De la unión de los dos principios que conforman un "océano cósmico", fue engendrada una segunda pareja, Lahmu y Lahamu, que según la leyenda, serían sacrificados para poder realizar la creación de los hombres; pero que antes crearon a la tercera pareja, Anshar y Kishar de la que saldría el dios del cielo, An (Anu en acadio) y de él, su hijo Enki. 
Los dioses se reprodujeron hasta que malhumoraron a Apsu y Tiamat, y estos decidieron deshacerse de los nuevos dioses, pero Enki/Ea logró someter a Apsu con un conjuro y derramó el sueño sobre él, para luego matarlo. Ea llama a su morada en "el abismo de lo profundo de las aguas", Apsu.
El dios sumerio Enki (Ea en acadio) comenzó a vivir en las aguas del apsu incluso antes que los humanos aparecieran. Su esposa Ninhursag, su madre Nammu, su visir Isimud y otras varias criaturas vivieron también allí.

## Apsu como dios
Apsu se representa como deidad, únicamente en la epopeya babilónica de la creación, Enuma Elish, recuperada de la biblioteca de Asurbanipal (c. 630 a. C.), pero que es alrededor de 500 años más antigua. En esta historia, era un ser primordial hecho de agua dulce y unido a otra deidad primordial, Tiamat, que era una criatura de agua salada. El Enuma Elish comienza:
"Cuando en lo alto el cielo no había sido nombrado, no había sido llamada con un nombre abajo la tierra firme, nada más había que el Apsu primordial, su progenitor, (y) Mummu-Tiamat, la que parió a todos ellos..."